# Loma de Achota
Loma de Achota är en ort i Mexiko.   Den ligger i kommunen Cosoleacaque och delstaten Veracruz, i den sydöstra delen av landet, 500 km öster om huvudstaden Mexico City. Loma de Achota ligger 14 meter över havet och antalet invånare är 138.
Terrängen runt Loma de Achota är mycket platt. Runt Loma de Achota är det ganska glesbefolkat, med 29 invånare per kvadratkilometer. Närmaste större samhälle är Minatitlán, 10,8 km norr om Loma de Achota. Omgivningarna runt Loma de Achota är en mosaik av jordbruksmark och naturlig växtlighet.